# P/2012 O1 (Макнота)
P/2012 O1 (Макнота) — одна з короткоперіодичних комет сім'ї Юпітера. Відкрита 18 липня 2012 року Робертом Макнотом. На момент відкриття мала зоряну величину 18,9.